# Cutting Crew
Cutting Crew (транскр.  Катинг Кру) је поп рок група основана у Енглеској 1985. године.

## Каријера
Њихов први албум, Broadcast, издат 1986. године, био је први амерички албум који је достигао прво место за издавачку кућу Virgin Records Ричарда Бренсона. Укључивала је песму "(I Just) Died in Your Arms", њихов најпопуларнији сингл. Достигла је прво место у САД, а четврто у Уједињеном Краљевству. Песма је касније уврштена на саундтрек видео-игре Grand Theft Auto: Vice City, чија се радња дешава у 1980има.
Бенд је био номинован за Греми награду 1987. године, као „Најбољи нови извођач“.
Након што се група распала 1993. године, гитариста Кевин МекМајкл се удружио са Робертом Плентом, и свирао на свом албуму Fate of Nations. Мек Мајкл је умро од рака плућа на новогодишње вече 2002, у свом дому у Новој Шкотској, у педесетпрвој години.
Бенд је поново формирао 2006. године Ник Ван Ид са потпуно новом поставком. Издали су један албум, Grinning Souls, у фебруару 2006. за издавачку кућу Hypertension. Нови бенд је ишао на турнеју по Немачкој рано исте године и тренутно планирају турнеје по Великој Британији и Данској. Колин Фарли, басиста из поставке из 1980-их, тренутно живи у Сурију и наставља да ради у музичкој индустрији свирајући са својим новим бендом у пубовима.

## Првобитна поставка бенда
- Главни вокал Ник Ван Ид (рођен Николас Ван Ид, 14. јуна 1958. у Ист Гринстеду, Сасекс, Енглеска).
- Гитариста Кевин МекМајкл (рођен Кевин Скот МекМајкл, 7. новембра 1951. у Сент Џону, Њу Брансвик, Канада).
- Басиста Колин Фарли (рођен 24. фебруара 1959).
- Бубњар Мартин Бидл (рођен 18. септембра 1961, у Кингстону на Халу, Источни Јоркшир, Енглеска).
- Клавијатуре Тони Мур (рођен Ентони Мур, у Бристолу, Ејвону, Енглеска) (до 1988. године).

## Дискографија

### Албуми
- (1986) #16 US; #41 UK
- (1989) #150 US
- (1992)
- (2005)
- (2015)

### Синглови
- "" (1987) #1 US - 2 weeks, #4 UK
- "" (1987) #9 US, #24 UK
- "" (1987) #38 US, #52 UK
- "" (1987) #83 UK
- "" (1989) #77 US, #66 UK
- "" (1989) #96 UK